# Orchies
Orchies là một xã ở trong tỉnh Nord ở miền bắc nước Pháp. Xã này có diện tích 10,92 km², dân số năm 1999 là 8172 người. Xã nằm ở khu vực có độ cao trung bình 30 mét trên mực nước biển.
Orchies kết nghĩa với Kelso, Scotland.